# Antenne Vorarlberg
Antenne Vorarlberg ist ein privater Radiosender mit Sitz in Schwarzach, Österreich. Das Unternehmen agiert unter der offiziellen Firmierung ANTENNE VORARLBERG GmbH. Es gehört zum Medienunternehmen Russmedia. 

## Geschichte
Antenne Vorarlberg sendet seit dem 1. Juni 1998. Durch ein gezieltes Erlebnis- und Szenemarketing konnte der Sender in den 2000er Jahren seinen Marktanteil kontinuierlich steigern.
Im zweiten Halbjahr 2009 übersprang der Sender zum ersten Mal die Reichweitenmarke von 20 % bei der Zielgruppe der 14- bis 49-Jährigen.
Ein technischer Meilenstein war der Bezug der neuen digitalen Sendestudios im Mai 2012. Im zweiten Halbjahr 2014 überholte Antenne Vorarlberg schließlich auch die öffentlich-rechtlichen Radiosender und erreichte in der Zielgruppe der 14- bis 49-Jährigen mit 27,5 % die größte Tagesreichweite aller privater und öffentlich-rechtlicher Sender in Vorarlberg.
Im April 2016 wurde bekannt, dass das Marktforschungsinstitut GfK Austria, das im Auftrag der österreichischen Radiosender den Radiotest mit den offiziellen Hörerzahlen veröffentlicht, die Reichweiten der Vorjahre manipuliert hat. Die korrigierten Hörerzahlen für das Jahr 2015 weisen Antenne Vorarlberg mit einem Marktanteil von 32 % (statt ursprünglich 21 %) in der Zielgruppe der 14- bis 49-jährigen Hörer aus. Damit ist Antenne Vorarlberg Marktführer in Vorarlberg und überholt als erster Privatsender Österreichs das nationale öffentlich-rechtliche Programm Ö3. Diesen Vorsprung konnte ANTENNE VORARLBERG kontinuierlich weiter ausbauen und erreichte 2022 bereits 40 % Marktanteil bei der oben genannten Zielgruppe. Der Radiotest brachte dem Radiosender einen weiteren Rekord: 110.000 Vorarlberger hören täglich ANTENNE VORARLBERG und noch einmal so viele Menschen in der Ostschweiz und in Süddeutschland.
Seit 2024 sendet ANTENNE VORARLBERG zwei neue DAB+ Programme: „80er 90er MEGAMIX“ und „Partymix“, die das digitale Angebot des Senders ergänzen.

## Programm
Antenne Vorarlberg sendet eine Mischung aus Musik, Nachrichten, Informationen und Service mit dem Schwerpunkt auf die Region Vorarlberg. Seit Jahren ist das ANTENNE VORARLBERG Frühstücksradio mit Isabella Canval und dem Guten-Morgen-Team meistgehörte Morgensendung im westlichsten Bundesland Österreichs.

### Musik
Antenne Vorarlberg spielt ein AC-Format und setzt unter dem Motto „Mehr Vielfalt“ auf die besten aktuellen Hits. Das Programm des Radiosenders richtet sich an die Zielgruppe der 14- bis 49-Jährigen aus der Region Vorarlberg sowie den angrenzenden Regionen in Süddeutschland und der Ostschweiz.
Der Radiosender präsentiert seine Nachrichten stündlich immer fünf Minuten vor Stundenbeginn, was im Vorarlberger Radiomarkt ein Alleinstellungsmerkmal ist. Der Fokus liegt in den Nachrichten bei aktuellen regionalen Meldungen aus Vorarlberg und der Bodensee-Region. Dazu kommen nationale und internationale Meldungen.

### Informationen und Service
Der Sender informiert regelmäßig über Veranstaltungen in Vorarlberg.
Regionale Verkehrsmeldungen erhält Antenne Vorarlberg direkt über die Polizeistellen, die ASFINAG und den ÖAMTC sowie über die Echtzeitmeldungen von TomTom HD Traffic. Über eine Hotline und via WhatsApp können Hörer Verkehrsmeldungen weitergeben, die anschließend in das Programm genommen werden.

## Empfang
Der Sender wird im gesamten Gebiet des Bundeslandes Vorarlberg übertragen.
Terrestrische Frequenzen
- Unterland: 106,5 MHz und DAB+6C
- Bregenzerwald: 102,7 MHz
- Feldkirch: 105,1 MHz und 104,1 MHz
- Bludenz: 101,1 MHz
- Montafon: 100,2 MHz und 103,1 MHz

Kabelnetze
sieben Vorarlberger Kabelnetze und ein Kabelnetz in der Schweiz
Webradio
zweiundzwanzig Spartenradios, die online abgerufen werden können. Die Spartensender bedienen jeweils spezielle Musikgenres.
Antenne Vorarlberg App
Mit der kostenlosen Antenne Vorarlberg App können die Hörer das Live-Programm und alle Webradios hören. Die App verfügt über die modernsten Tools, wie Songs skippen und offline hören, Playlists erstellen usw. Zudem bietet sie eine Musik-Mixer-Funktion: Die Hörer können ihre Lieblingsgenres bzw. Lieblingschannels auswählen, daraus erstellt der Mixer eine individuelle Musikmischung.

## Gesellschafter
Gesellschafter der Vorarlberger Regionalradio GmbH sind Russmedia Verlag GmbH (90 Prozent) und die Telefon und Buch Verlags GmbH (10 Prozent).